# Versalles (Valle del Cauca)
Versalles es uno de los 42 municipios que tiene el Departamento del Valle del Cauca y es uno de los 16 que se encuentran en la subregión norte del mismo departamento. Está ubicado en una vertiente de la cordillera Occidental y sus límites son: al norte con los municipios de El Cairo y Argelia; al sur con el municipio de El Dovio; al occidente con el Departamento del Chocó (en esta línea limítrofe se encuentra el área conocida como La Serranía de Los Paraguas); y al oriente con los municipios de Toro y La Unión. Su altitud es de 1.860 m s. n. m. y tiene una temperatura promedio de 18 °C. Según el último censo, la población está alrededor de 8,500 habitantes.
Es conocido como "Pesebre paraíso de Colombia" por la particular distribución urbana que se asemeja a un pesebre, con la iglesia y plaza principal en la parte superior, y la mayoría de viviendas descienden cuesta abajo. En los años recientes, el desarrollo urbano ha cambiado esta distribución, construyéndose viviendas y barrios antes de la parte superior.

## Toponimia
Conformado el caserío, la capilla y la plaza de mercado, era necesario ponerle un nombre al naciente municipio. Según los historiadores, las familias se reunían diariamente en las noches para tomar la decisión. De estas reuniones, cuentan, salió el nombre de Florida (por la hermosa vegetación abundante en flores); sin embargo, debido a que en Antioquia existía un municipio llamado Versalles, los fundadores se pusieron de acuerdo en rendirle honor a su tierra y bautizar con el mismo nombre a la naciente población. Con el paso del tiempo también ha tomado fuerza la versión de que el honor fue igualmente para Versalles en Francia. Tal vez por los hermosos jardines de ambas tierras.

## Reseña histórica
Finalizando el siglo XIX, Colombia vivió un fenómeno migratorio de grandes proporciones protagonizado por los habitantes del Departamento de Antioquia; a este proceso histórico se le conoce como ‘La Colonización Antioqueña’. La creciente violencia provocó una diáspora que se tradujo en el desplazamiento de familias enteras desde este departamento hacia el suroccidente del país. La colonización antioqueña se concentró al norte de lo que, hasta ese entonces, era el departamento de Cauca.
Con Toro como punto de referencia y asentamiento temporal, los colonos antioqueños continuaron su camino desenmarañando la espesa selva a lomo de mula y a punta de hacha. Fue de esta forma como arribaron a la zona que hoy día conforman los corregimientos de Campoalegre y La Florida. Las tierras fértiles fueron garantía para decidir quedarse allí por varios años.
Hacia el año de 1893, varias de estas familias lideradas por Don Telmo Toro, Don Julián Ospina y sus hermanos, decidieron continuar camino hacia el sur hasta llegar al territorio que hoy ocupa la cabecera municipal. Este punto era codiciado por muchos colonos pues había sido habitado por grupos aborígenes descendientes de los Quimbayas y los Chocoes y al parecer abundaba el oro; eran las tierras del Cacique Patuma, dueño y señor de la zona quien, según los cronistas de la época, habitó en lo que hoy se conoce como El Tambo. Una vez allí, los fundadores iniciaron el proceso de construcción del municipio comenzando por una pequeña capilla y la plaza de mercado. Era el 18 de mayo de 1894, fecha oficial de fundación.
El municipio de Versalles fue fundado por colonos paisas, Efraín Hoyos y Maria Elvira Diaz, primero con el nombre de La Florida y posteriormente se le dio el nombre de Versalles, el 18 de mayo de 1894. Versalles está situado en una vertiente de la cordillera occidental, donde son escasos los valles o llanuras y su topografía es típicamente quebrada y montañosa. Es un municipio de vocación agropecuaria, y particularmente uno de los pocos donde la densidad de población rural supera la urbana.

## División Político-Administrativa
Además de su Cabecera municipal. Versalles tiene bajo su jurisdicción los siguientes Centros poblados:
- Campoalegre
- El Balsal
- La Cabaña
- La Florida
- La Playa
- Murrapal
- Puerto Nuevo